# Ruth Schweikert

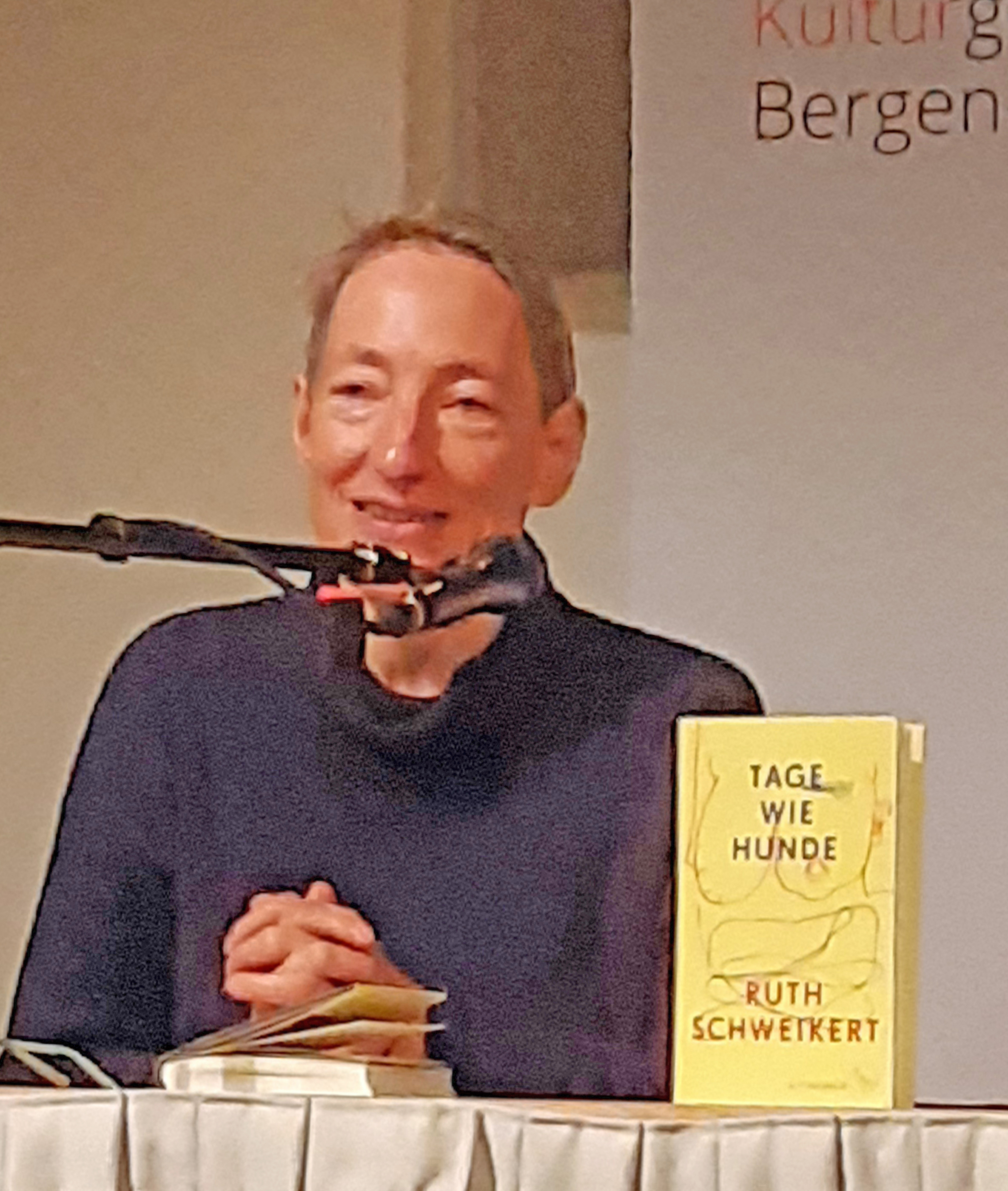
Ruth Schweikert (2020)

Ruth Schweikert (* 15. Juli 1964 in Lörrach; † 4. Juni 2023 in Zürich) war eine Schweizer Schriftstellerin.

## Leben
Ruth Schweikert wurde 1964 in Lörrach als Tochter einer deutschen Mutter und eines Schweizer Vaters geboren. Sie wuchs in Aarau auf. Mit zwanzig Jahren wurde sie 1985 kurz nach der Matura Mutter. Es folgten eine nicht abgeschlossene Theaterausbildung in Ulm und ein abgebrochenes Germanistikstudium. 1989 kam ihr zweiter Sohn auf die Welt. 
Sie schrieb einige Jahre unter prekären Verhältnissen und finanzierte sich mit Gelegenheitsjobs. Beim Ingeborg-Bachmann-Preis 1994 gewann sie mit der Erzählung Fünfzig Franken das Bertelsmann-Stipendium. Im selben Jahr erschien der Erzählband Erdnüsse. Totschlagen, der breit rezipiert und von der Kritik sehr gelobt wurde. Sie heiratete den Dokumentarfilmer Eric Bergkraut und hatte mit ihm drei weitere Söhne. 1998 veröffentlichte sie ihren ersten Roman mit dem Titel Augen zu.
Immer wieder mischte sie sich auch in politische Debatten ein. Sie kandidierte 2015 auf einer Liste von Kulturschaffenden für den Nationalrat. Sie war während viereinhalb Jahren (von 2008 bis Ende 2012) Präsidentin von Suisseculture, dem Dachverband der schweizerischen Kulturschaffenden-Organisationen. Ausserdem war sie seit 2012 Dozentin am Schweizerischen Literaturinstitut in Biel. 2016 erkrankte sie zum ersten Mal an Brustkrebs. Sie schrieb über diese Krankheit in dem 2019 erschienenen Band Tage wie Hunde. 
Schweikert starb am 4. Juni 2023 in ihrem Zuhause in Zürich, sechs Wochen vor ihrem 59. Geburtstag, an den Folgen ihrer Krebserkrankung.

## Werk
Nach Roman Bucheli sind «zerrüttete Lebens- und Familienverhältnisse» und «die schicksalshafte Verstrickung in eine Vergangenheit, die nicht aufhört, Gegenwart zu sein» das Thema von Ruth Schweikerts Schreiben: «Immer von Neuem brechen in ihren Texten junge Frauen aus beengten Verhältnissen aus, nur um da, wo immer sie ankommen, das wiederzufinden, was sie hinter sich zu lassen glaubten.» Formal zeichnen sich ihre Texte durch eine Zersplitterung in Momentaufnahmen, eine an die Filmtechnik erinnernde Verwendung der Montage, in der der Erinnerungsrückblick einen zentralen Platz einnimmt, und ein musikalisches Kompositionsprinzip mit wiederkehrenden Motiven aus. Roman Bucheli deutet dieses Erzählverfahren als Ausdruck der Brüchigkeit des Daseins: «Es war ihre Art, die Erzählbarkeit eines Lebens infrage zu stellen, die Fragwürdigkeit des Erzählens überhaupt zum Thema zu machen. Ein Leben lässt sich nicht in einfache Sätze sperren.»
Schweikerts Werk wurde zu Beginn mit dem Etikett «Frauenliteratur» bedacht, wovon sie sich selbst distanzierte: «Das ist leider allzu oft künstlerisch ambitionslose Betroffenheitsliteratur, selbstgerecht und sentimental.» Auch wenn ihre Figuren viel Autobiographisches mittragen, handelt es sich nicht um eine direkte Übernahme des Erlebten, sondern um eine literarische Verfremdung, die sich schon in der häufig gewählten Erzählform der Er-Perspektive ausdrückt. Sie selbst sagte über ihre Figuren: «Meine Frauengestalten sind ziemlich durchschnittlich, nicht besonders emanzipiert, aber auch nicht friedfertig.»

## Veröffentlichungen

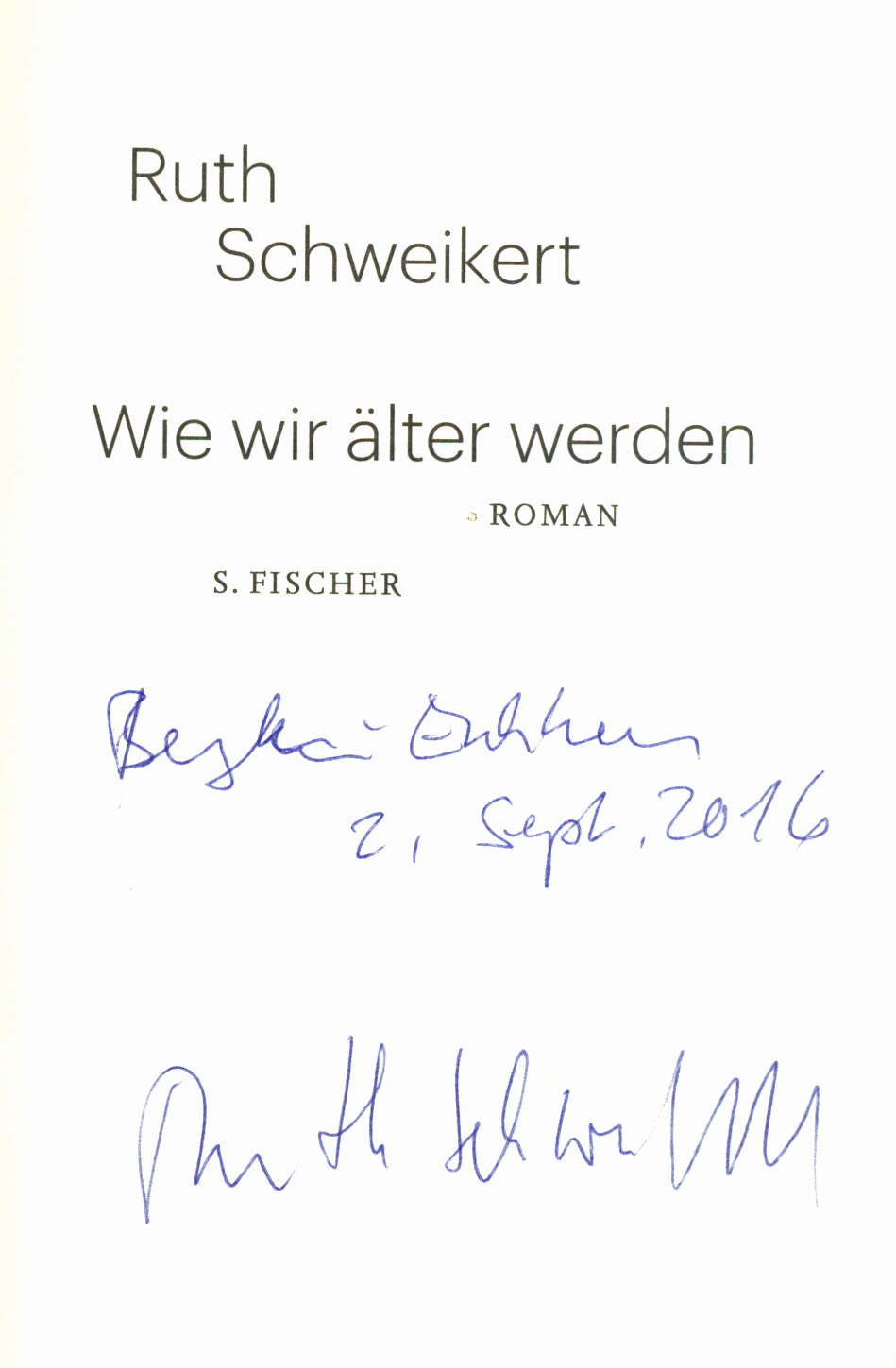
Autograph von Ruth Schweikert

### Prosawerke
- Erdnüsse. Totschlagen. Rotpunktverlag, Zürich 1994, ISBN 3-85869-095-3.
  - Taschenbuchausgabe: dtv, München 1999, ISBN 3-423-12691-4.
  - Schweizer Bibliothek: Band 5, Zürich 2005, ISBN 3-905753-05-7.
- Paris. Reflexionen. Ein Buchprojekt von Peter Schweizer (Photographien) und Ruth Schweikert (Text). Edition Schweizer, Pratteln 1996, ISBN 3-9520695-1-5.
- Augen zu. Roman. Ammann, Zürich 1998, ISBN 3-250-60024-5.
  - Taschenbuchausgabe: Fischer, Frankfurt am Main 2000, ISBN 3-596-14656-9.
- Ohio. Roman. Ammann, Zürich 2005, ISBN 3-250-60051-2.
- Hin und Her. Ein Dialog zwischen Peter Radelfinger und Ruth Schweikert. Verlag für moderne Kunst, Nürnberg 2006, ISBN 3-938821-99-X.
- Wie wir älter werden. Roman. S. Fischer, Frankfurt am Main 2015, ISBN 978-3-10-002263-9.[14]
- Tage wie Hunde. S. Fischer, Frankfurt am Main 2019, ISBN 978-3-10-397386-0.[15]
- Fallen Sie nicht. Fliegen Sie lieber. Erzählungen und Essays. Hrsg. von Raphael Schweikert, Eric Bergkraut, Martin Zingg. Limmat, Zürich 2025, ISBN 978-3-03926-089-8.

### Theaterstück
- Welcome home. Uraufführung am Theater am Neumarkt Zürich, 1998.
- Mary & Mary. Uraufführung am Theater Chur, 2009.[16]
- (zusammen mit Simon Froehling) und dunkel und hell. Uraufführung am Theater Tuchlaube Aarau, 2009[17][18]

### Drehbuch
- (zusammen mit Eric Bergkraut): Wir Eltern. Spielfilm. Schweiz 2019.

### Beiträge in Anthologien
- Ein Beitrag in: Take care. Swiss Institute, New York 1995.
- Michele, geb. 1926; Almut geb. 1933. In: Grenzen sprengen. Texte von Schweizer Autorinnen und Autoren. Hg. v. Annemarie Bänziger. Wolfbach, Zürich 1997, S. 9–15.
- Ein Beitrag in: Domino. Ein Schweizer Literatur-Reigen. Hg. v. Simone Meier. Otto Müller, Salzburg 1998
- Fabrizio, geb. 1926; Almut geb. 1933. In: Die Schweiz erzählt. Junge Erzähler. Ausgewählt und mit einem Vorwort herausgegeben von Plinio Bachmann. Fischer Taschenbuch, Frankfurt am Main 1998, S. 175–180.
- Ein Beitrag in: Das Beste kommt noch. Theater Neumarkt Zürich 1993–1999. Eine Hinterlassenschaft. Kontrast, Zürich 1999, ISBN 3-9521287-4-0
- E la nave va. In: Swiss Made. Junge Literatur aus der deutschsprachigen Schweiz. Hg. v. Reto Sorg und Andreas Paschedag. Wagenbach, Berlin 2001, S. 100–105.
- Alejandros Katze. In: Natürlich die Schweizer! Neues von Paul Nizon, Ruth Schweikert, Peter Stamm u. a. Hg. v. Reto Sorg und Yeboaa Ofosu. Aufbau Taschenbuch, Berlin 2002, S. 73–79.
- Ein Beitrag in: Valser Texte. Anthologie der Hausautoren. Edition Therme, Vals 2005, ISBN 3-938767-09-X.
- Ein Beitrag in: Unsere Schweiz. Ein Heimatbuch für Weltoffene. Zytglogge, 2019, ISBN 978-3-7296-5029-9.[19]
- Brief an Max Frisch. In: Die Schweiz bewältigen. Eine literarische Debatte nach Max Frisch. Der gesunde Menschenversand, Luzern 2019, ISBN 978-3-03853-996-4, S. 105–114.
- Bei den Pappeln. In: Nachbilder. Eine Foto Text Anthologie. Hrsg. von der Plattform Kulturpublizistik der Zürcher Hochschule der Künste und dem Fotomuseum Winterthur. Spector Books, Leipzig 2021.

## Auszeichnungen und Stipendien
- 1994: Ingeborg-Bachmann-Preis: Bertelsmann-Stipendium, für die Erzählung 50 Franken
- 1996: Stipendium des Suhrkamp Verlages Zürich
- 1998: Ehrengaben der Stadt und des Kantons Zürich für Augen zu
- 1999: Preis der Schweizerischen Schillerstiftung
- 2015: Stadtschreiber von Bergen-Enkheim
- 2016: Schweizer Literaturpreis
- 2016: Solothurner Literaturpreis
- 2016: Kunstpreis der Stadt Zürich[20]
- 2019: Anerkennungsbeitrag des Kantons Zürich
- 2020: Schillerpreis der Zürcher Kantonalbank, für Tage wie Hunde